# Miconia urbaniana
Miconia urbaniana är en tvåhjärtbladig växtart som beskrevs av Célestin Alfred Cogniaux. Miconia urbaniana ingår i släktet Miconia och familjen Melastomataceae. Inga underarter finns listade i Catalogue of Life.